# André Lerond
André Lerond (El Havre, Francia; 6 de diciembre de 1930-Bron, Francia; 8 de abril de 2018) fue un futbolista francés que jugaba como defensa.

## Selección nacional
Fue internacional con la selección francesa en 31 ocasiones. Formó parte de la selección que obtuvo el tercer lugar en la Copa del Mundo de 1958.

### Participaciones en Copas del Mundo
| Mundial                        | Sede   | Resultado    | Partidos | Goles |
| ------------------------------ | ------ | ------------ | -------- | ----- |
| Copa Mundial de Fútbol de 1958 | Suecia | Tercer lugar | 6        | 0     |

## Clubes
| Club              | País    | Año       |
| ----------------- | ------- | --------- |
| AS Cannes         | Francia | 1951      |
| Olympique de Lyon | Francia | 1951-1959 |
| Stade français    | Francia | 1959-1963 |

## Palmarés

### Campeonatos nacionales
| Título     | Club              | País    | Año  |
| ---------- | ----------------- | ------- | ---- |
| Division 2 | Olympique de Lyon | Francia | 1954 |

### Distinciones individuales
| Distinción                    | Año  |
| ----------------------------- | ---- |
| Futbolista del año en Francia | 1962 |